# واسناخ
واسناخ (به آلمانی: Wassenach) یک منطقهٔ مسکونی در آلمان است که در Brohltal واقع شده‌است. واسناخ ۱٬۱۰۵ نفر جمعیت دارد.